# Pont-barrage Wehrsteg
 (septembre 2019).
Si vous disposez d'ouvrages ou d'articles de référence ou si vous connaissez des sites web de qualité traitant du thème abordé ici, merci de compléter l'article en donnant les références utiles à sa vérifiabilité et en les liant à la section « Notes et références ».
Le pont-barrage Wehrsteg, long de 170 mètres environ, est un barrage et un pont piétonnier situé sur l’Isar à Munich. 
Le pont passe au-dessus d'un barrage qui relie les deux îles, l'Île aux Musées et l'Île Prater. À travers dix ouvertures de barrage, l’eau peut être évacuée du Grand Isar au Petit Isar. La jetée existante a été construite en 1966. Le Mariannenbrücke et le pont des Câbles relient directement l'île Prater à l’ouest du pont, à l’extrémité nord du pont.

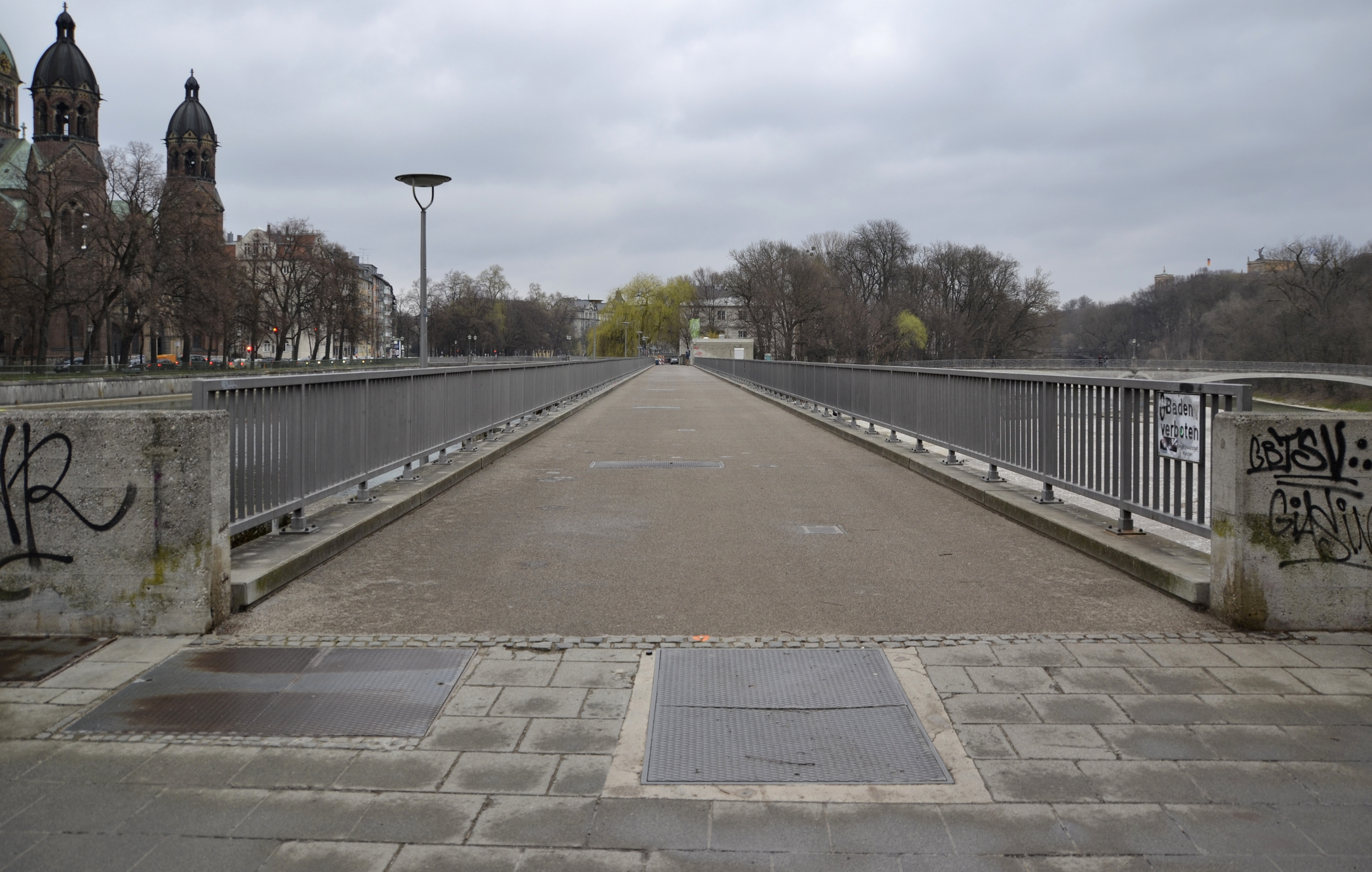
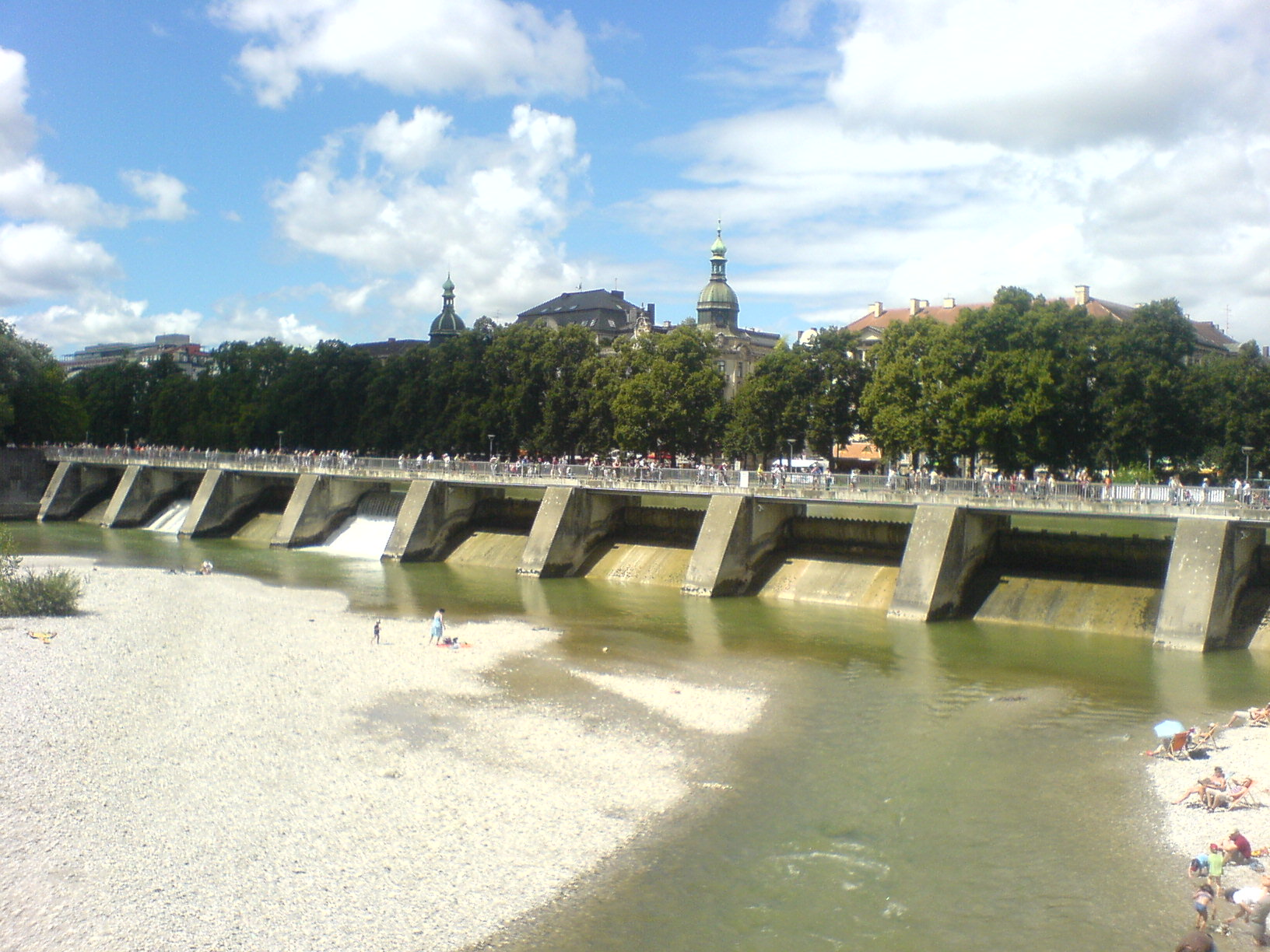

## Littérature
- Geschichte der Münchner Brücken : Brücken bauen von der Stadtgründung bis heute, 2008, 287 p. (ISBN 978-3-9811425-2-5)    Publié par: Ville de Munich, Département du bâtiment. Editeur Franz Schiermeier, Munich 2008,  (ISBN 978-3-9811425-2-5).